# Calonotos helymus
Calonotos helymus là một loài bướm đêm thuộc phân họ Arctiinae, họ Erebidae.

## Hình ảnh

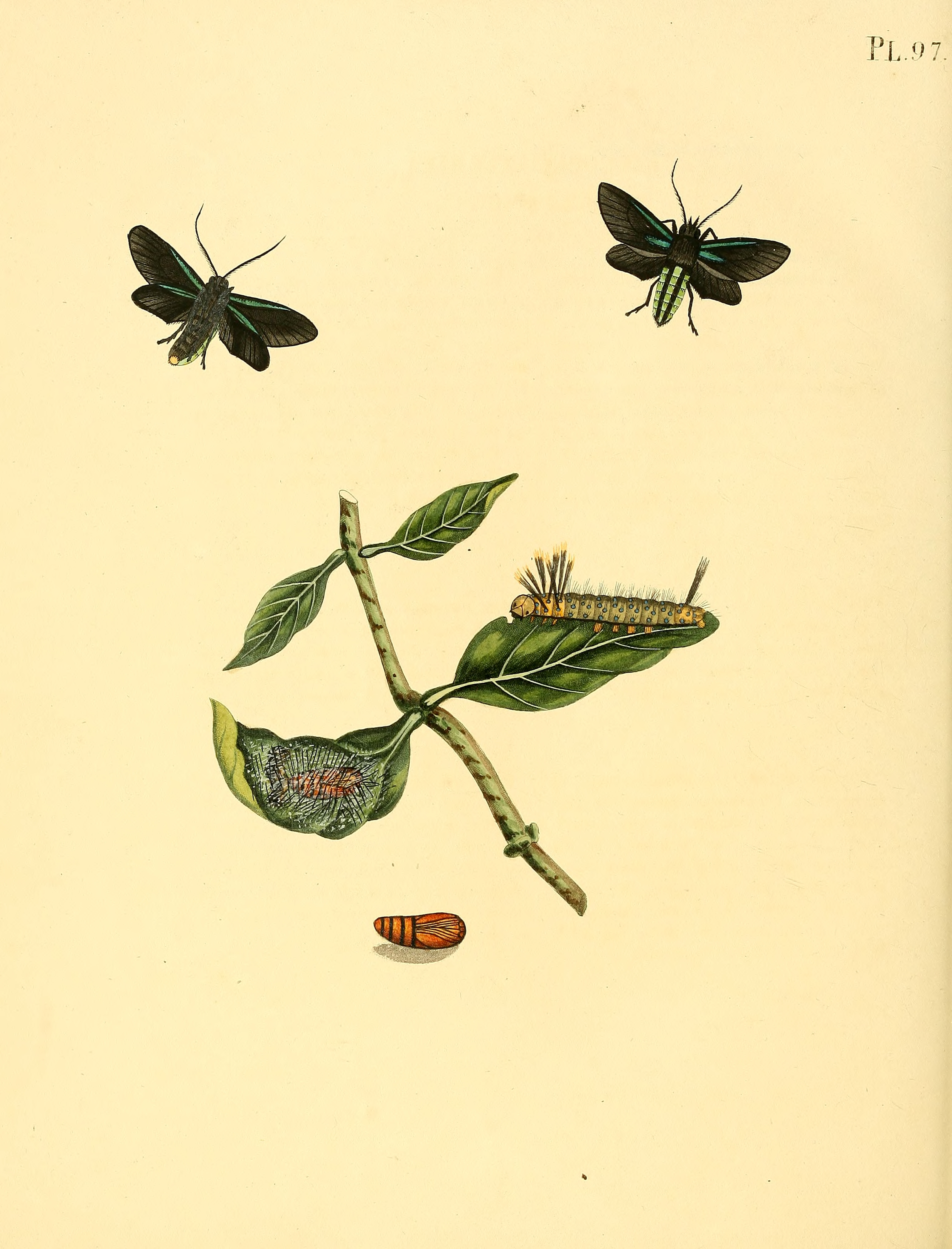
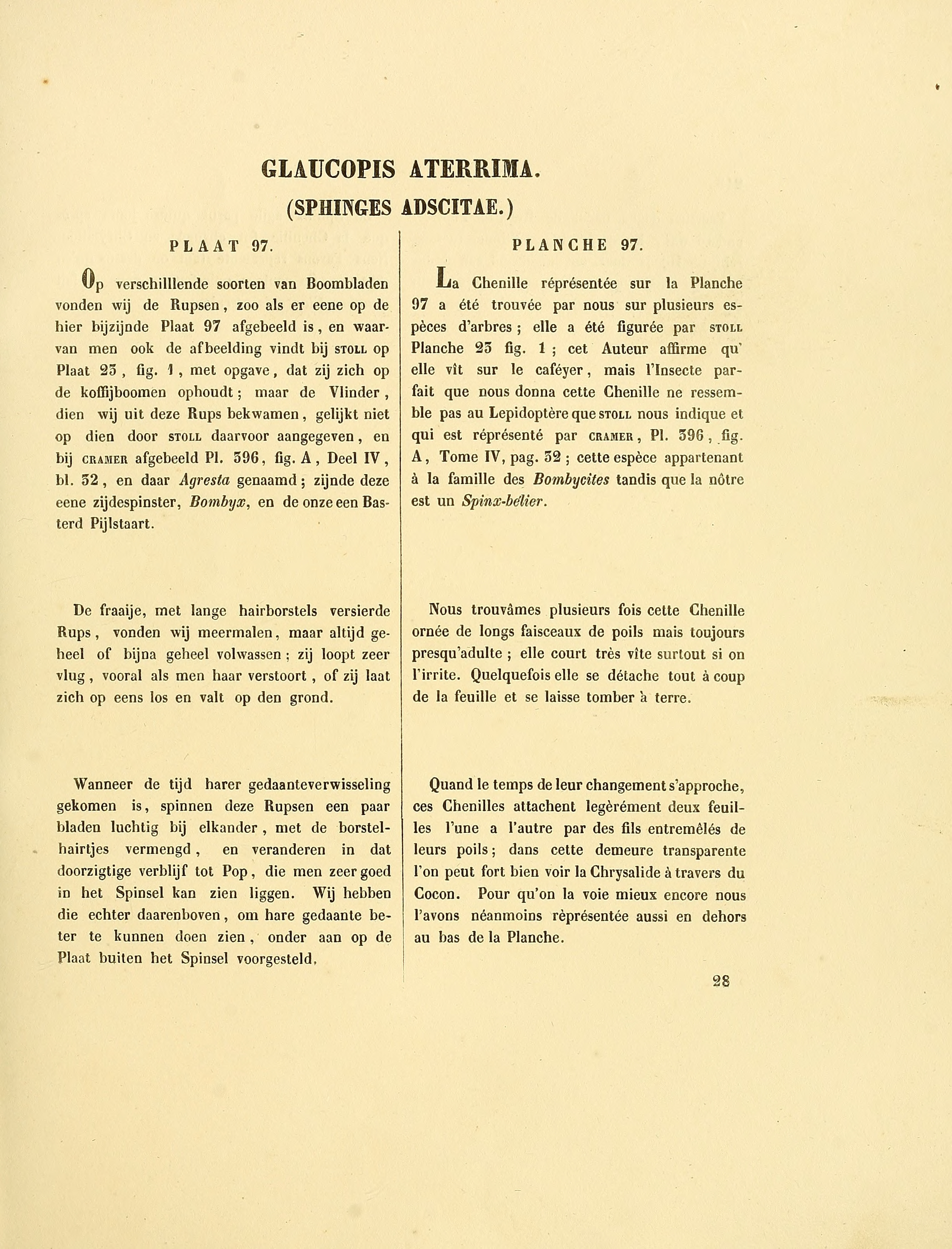
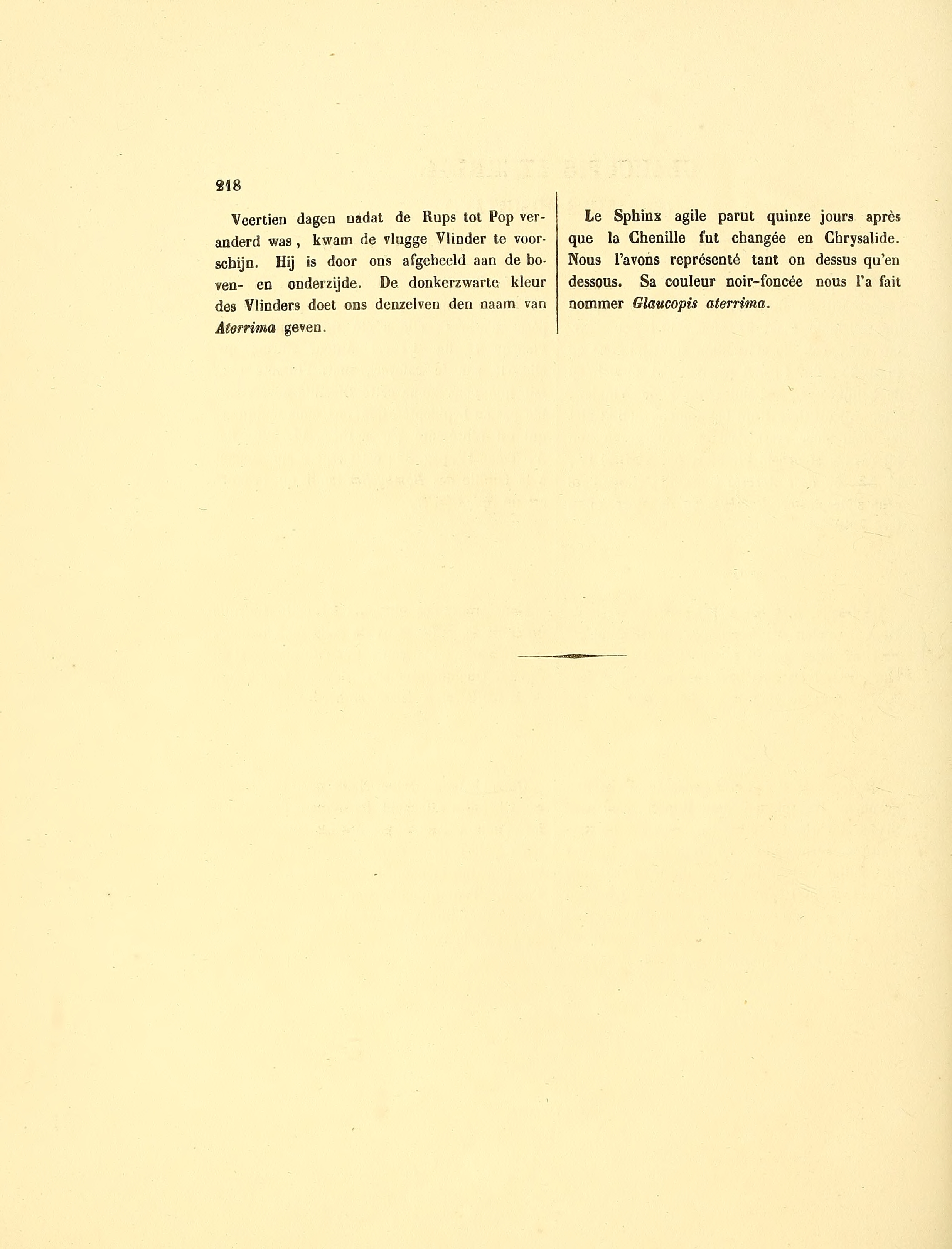